# Traktionssysteme Austria
Traktionssysteme Austria GmbH (TSA) ist ein österreichisches Industrieunternehmen mit Hauptsitz in Wiener Neudorf, Österreich. Das Unternehmen ist tätig im Bereich der Entwicklung und Produktion von elektrischen Traktionsmotoren, Traktionsgetrieben und Generatoren für Schienen- und Straßennutzfahrzeuge.

## Geschichte

### Vorgeschichte
TSA geht zurück auf die Österreichische Brown, Boveri Werke, ein Elektronikkonzern und Tochterunternehmen der Schweizer Brown, Boveri & Cie. (BBC), mit Standorten in Wien und Steyr. Nach dem Zweiten Weltkrieg organisierte die BBC ihre Standorte in Österreich neu, wodurch in den 1950er Jahren ein Standort in Wiener Neudorf entstand. Dort wurde in den 1960er Jahren eine neue Fabrik in Betrieb genommen, welche neben Werkshallen auch über mehrere Lagerbereiche und eine Spedition verfügte. Zu dieser Zeit produzierte die österreichische BBC unter anderem Gleich- und Drehstrommaschinen als Motoren und Generatoren, Bahnmaschinen, Transformatoren und Schaltgeräte.
Der Standort wurde über die folgenden Jahre weiterentwickelt, zunächst im Konzernverbund von Brown Boveri. Nach der Fusion der schwedischen ASEA und der schweizerischen BBC im Jahr 1988 gehörte das Unternehmen zur neu entstandenen Asea Brown Boveri (ABB).

### Gründung von TSA
Ende der 1990er Jahre gründeten Franz Hrachowitz, Günter Eichhübl und Robert Tencl die Trasys Beteiligungs- und Management GmbH, mit dem Ziel, den Standort der ABB in Österreich zu erwerben. Eichhübl und Tencl waren damals leitende Mitarbeiter der ABB Verkehrstechnik und Hrachowitz war Unternehmensberater. Im Juni 2000 verkaufte die ABB im Rahmen eines Management-Buy-outs den österreichischen Standort an die Trasys Beteiligungs- und Management GmbH und das Unternehmen wurde in Traktionssysteme Austria GmbH umbenannt (TSA). Geschäftsführer der TSA wurden Eichhübl und Tencl.

### Wachstum und Expansion
In den folgenden Jahren erweiterte das Unternehmen das Produktangebot und begann seine internationale Expansion. Zu den neu entwickelten Produkten gehörten unter anderem Motoren mit gekapselten Design (DACS Motor), konvektionsgekühlte Traktionsmotoren mit Aluminiumgehäuse sowie Produkte für Straßenbahn, U-Bahn und Schnellbahn. 2001 begann TSA zudem, Motoren für die Wiener U-Bahn zu fertigen.
Der Bereich Schienenverkehr wurde ebenfalls ausgeweitet und 2009 gründete TSA die Medha Traction Equipment PVT Ltd., ein Joint Venture mit dem indischen Unternehmen Medha Servo Drives Ltd. Das Joint Venture wurde in Indien gegründet, da sich dort einer der größten Märkte für Schienenfahrzeuge befindet. Jährlich liefert das Joint Venture zwischen zwei- und dreitausend Motoren innerhalb Indiens aus. Nachdem die Produktionszahlen und Aufträge in Indien weiter angestiegen waren, wurde eine eigene Produktion in Hyderabad aufgebaut. Das Werk wurde 2013 fertiggestellt und in Betrieb genommen.
Die Expansion wurde 2010 nach Bosnien-Herzegowina ausgeweitet, wo in Tuzla ein neuer Fertigungsstandort für die Herstellung von Wicklungen und für den Wicklungseinbau von Asynchronmotoren entstand. 2013 wurde der Standort von Trasys Bosnia d.o.o. in Traktionssysteme Bosnia d.o.o. umbenannt.
2012 weitete TSA ihre Geschäftsaktivitäten nach Nordamerika aus und gründete die Traction Systems Inc. (TSI) mit Sitz in Somerville. Seit der Gründung erfüllte die TSI Aufträge zur Ausrüstung der Stadtbahnsysteme in Phoenix (Arizona), Seattle (Washington) und im Silicon Valley (Kalifornien).
2019 erfolgte die Gründung der Traction Systems in Shanghai, welche die Beschaffungsaktivitäten für Materialien aus China koordiniert.

### Letzte Entwicklungen
2020 stiegen Voith und die Schweizer Beteiligungsgesellschaft PCS Holding in das Unternehmen ein und erwarben eine Mehrheit der Unternehmensanteile. Im selben Jahr investierte TSA rund eine Million Euro in die Optimierung der Rotor-Produktion. Dadurch erzielte das Unternehmen eine Reduktion der Durchlaufzeit um über 50 %.
Zwischen 2021 und 2024 erhielt TSA mehrere Großaufträge, wie die Lieferung von Motoren für die Berliner U-Bahn, die Schweizerischen Bundesbahnen oder die Produktion von Traktionsgeneratoren für Plasser & Theurer. Weiterhin stattete sie die Stadtbahn Sydney mit Elektromotoren aus.
2024 wurde der Hauptsitz durch eine Logistik- und Montagehalle erweitert. Grund für den Ausbau ist die Entwicklung einer TSA-City in Wiener Neudorf. Im Oktober 2024 lieferte TSA den fünftausendsten Motor für die Wiener U-Bahn.
Zum Jahresende 2024 erhielt TSA einen Großauftrag für die Lieferung von 328 Elektroantrieben an den polnischen Fahrzeugbauer PESA Bydgoszcz und die rumänische Eisenbahnreformbehörde Autoritatea pentru Reforma Feroviara (ARF). Die Motoren sollen in Rumänien in Elektrolokomotiven zum Einsatz kommen, für die TSA Motoren für 20 Interregiozüge sowie für 62 Regionalzüge liefert.

## Unternehmensstruktur
Die Traktionssysteme Austria GmbH befindet sich im Besitz der Schweizer PCS Holding (48 %), der Voith (37 %) und dem Geschäftsführer Robert Tencl (15 %).
International beschäftigt TSA rund 1000 Mitarbeiter, 690 innerhalb der TSA-Gruppe und der Rest im Joint Venture in Indien. Der Umsatz des Unternehmens belief sich im Geschäftsjahr 2023 auf knapp 120 Millionen Euro.

### Standorte und Tochtergesellschaften
TSA verfügt über Standorte in Österreich, Bosnien und Herzegowina, USA, China und Indien. Die Technologien werden international in knapp 70 Ländern eingesetzt.
TSA verfügt über folgende Tochtergesellschaften:
- Medha Traction Equipment Pvt. Ltd. in Hyderabad, Indien (Joint Venture)
- Traktionssysteme Bosnia d.o.o. in Tuzla, Bosnien und Herzegowina
- Traction Systems Inc. in Somerville, New Jersey
- Traction Systems China in Shanghai, China

## Produkte und Dienstleistungen

### Produkte
Für den Schienenverkehr produziert TSA Traktionsmotoren, -getriebe und -antriebe, welche nach jeweiligen Kundenanforderungen angepasst werden können. Zudem stellt TSA Radsatzgetriebe her. Eingesetzt werden diese in Straßenbahnen, U-Bahnen, Lokomotiven und auch in Triebzügen.
Für den Straßenverkehr stellt TSA Permanent-(PM-)Synchronmotoren und Asynchronmotoren her. Die PM-Synchronmaschinen mit eingesetzten Magneten sind robust und wartungsarm. Sie verfügen über eine vollgekapselte Bauweise mit Flüssigkühlung und haben dadurch niedrige Geräuschpegel. Beim Asynchronmotor handelt es sich um eine Asynchronmaschine mit Kurzschlusskäfig und einem bürstenlosen Rotor. Anwendung finden diese Motoren beispielsweise in Elektrobussen.

#### Beispiele von Fahrzeuge mit TSA-Motoren oder Antrieben
Fahrzeuge mit TSA-Motoren oder -Antrieben sind beispielsweise:
- Alstom H3
- Bombardier Traxx
- Bombardier Flexity
- CAF Oaris
- CAF Urbos
- NÖVOG ET1–ET9
- RhB ABe 4/16 3111–3172
- Siemens ULF
- Stadler Euro 9000
- Stadler Flirt
- Stadler (H)Gem 2/2
- Stadler Giruno
- Stadler GTW
- Stadler HGm 2/2
- Stadler KISS
- Stadler Tango
- Stadler/Vossloh Tramlink
- Talgo Avril
- Vossloh Kiepe GTW Generation 15
- Wiener U-Bahn T
- Wiener U-Bahn U (Motore für Typen U11 und U2)
- Wiener U-Bahn X

### Dienstleistungen
Zu den Dienstleistungen gehören Wartungs- und Revisionsservices, Ersatzteillieferung, Modernisierung, Reparaturen und Schulungen. Weiterhin bietet TSA technische Support-Dienstleistungen für Motoren und Getriebe an, unabhängig vom Hersteller.

### Technologien und Forschung
Um die Elektromobilität voranzutreiben, entwickelt TSA neue Technologien für die Motorenentwicklung. Insbesondere in der Kühltechnologie, der Isolationstechnik sowie beim Einsatz moderner Werkstoffe und beim Übergang zu höheren Drehzahlen verfügt TSA über neue Technologien.
TSA hat unter anderem die Weiterentwicklung gekapselter Maschinen vorangetrieben. Für solche Maschinen nutzt TSA ein DACS-Kühlkonzept (Double Air Cooling System), welches über einen inneren und äußeren Luft-Kühlkreislauf verfügt und so im Gegenstromprinzip Wärme austauscht. Im Bereich der Isolationstechnik entwickelte TSA 2010 das patentierte Isolationssystem TSADUR.
Weiterhin ist TSA an der Forschung zum Hyperloop beteiligt, insbesondere an der Forschung und Entwicklung von Linearmotoren und Schwebetechnik. Durch die Hyperloop-Technologie sollen Personen und Güter mit einer Geschwindigkeit von 1000 km/h befördert werden.